# Halicarcinus ovatus
Halicarcinus ovatus är en kräftdjursart som beskrevs av William Stimpson 1858. Halicarcinus ovatus ingår i släktet Halicarcinus och familjen Hymenosomatidae. Inga underarter finns listade i Catalogue of Life.

## Bildgalleri

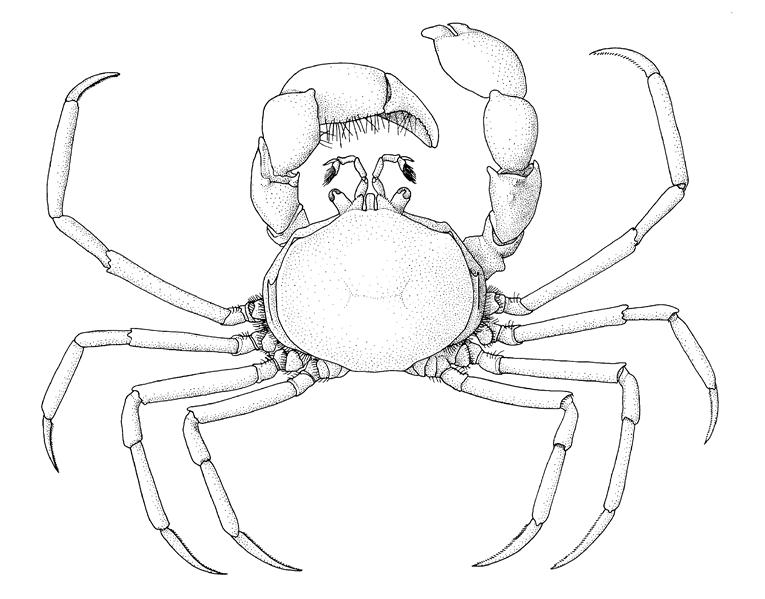